# Kaspar Förster
Kaspar Förster (även Caspar Foerster), född februari 1616 i Danzig, död den 2 februari 1673 i Oliva nära Danzig, var en tysk sångare och kompositör.

## Biografi
Förster studerade musik under sin far Kaspar (1574 - 1652) och sedan under Marco Scacchi i Warszawa. Han sjöng bas och ledde körer på polska borgen i Warszawa från 1638 till ca 1643. Han tjänade därefter som hovkapellmästare hos Frederik III av Danmark i Köpenhamn mellan 1652 och 1655 och komponerade där bl. a. en hovbalett. 
År 1655 bröt ett krig ut mellan Danmark och Sverige, och Forster återvände till Danzig och arbetar som kantor i Marienkirche där. Han återvände till sin anställning hos Frederik III under åren 1661 till 1667. Under denna tid besökte han också Venedig flera gånger och bidrog då till att föra intryck av italiensk musikstil till norra Europa. 
Han studerade också under Giacomo Carissimi på 1660-talet. Sent i sitt liv arbetade han en kort tid i Hamburg innan han återvände till sin födelseplats.
Försters bevarade verk är huvudsakligen sakrala kantater för tre röster, med två violiner och continuo. Omkring 35 stycken har bevarats, och de innehåller ofta mycket låga och svåra basdelar. Hans andra arbeten inkluderar två oratorier, sex triosonater och fyra sekulära kantater. En del av hans verk finns i avskrifter i Uppsala universitetsbibliotek.